# عزت‌الله دامادی
عزت‌الله دامادی (زادهٔ ۱۳۲۹-درگذشته ۱۳۸۰) نمایندهٔ دورهٔ سوم و چهارم مجلس شورای اسلامی از حوزه انتخابیه ساری بود.
- شمار رای‌ها: ۱۴۸٬۱۱۳
- درصد آراء: ۳۷٫۰۰ [۲]

او از پایه‌گذاران کمیته انقلاب اسلامی ساری بود و پیش از نماینده شدن چند سال سکان شهرداری ساری (۱۳۶۱-۱۳۶۵) را در دست داشت و از محبوبیت ویژه‌ای میان مردم برخوردار بود که همین محبوبیت وی را نماینده مردم ساری در دو دوره مجلس شورای اسلامی کرد.
وی در ۲۹ فروردین سال ۱۳۸۰ در یک رخداد رانندگی که در شایعات مشکوک تصور می‌شد درگذشت.
فرزند وی محمد دامادی نیز در دورهٔ نهم و دهم نمایندهٔ مردم ساری در مجلس شورای اسلامی است.

## بن‌مایه
1. ↑  «زندگینامه: علی کردان (۱۳۳۷-۱۳۸۸)». همشهری آن‌لاین. ۸ مرداد ۱۳۸۷. دریافت‌شده در ۲۰۱۷-۰۲-۲۴.
2. ↑  «عزت‌الله دامادی». مرکز پژوهش‌های مجلس شورای اسلامی. بایگانی‌شده از اصلی در ۱۲ مه ۲۰۱۴. دریافت‌شده در ۱۰ مه ۲۰۱۴.